# 萊肯 (阿拉巴馬州)
萊肯（英語：Lacon）是一個位於美國阿拉巴馬州摩根縣的鬼鎮。由於此地已於1955年被荒廢，本地已無人居住。

## 地理
萊肯的座標為34°20′05″N 86°54′12″W / 34.33472°N 86.90333°W，而該地的平均海拔高度為182米（即597英尺）。